# Alta Badia

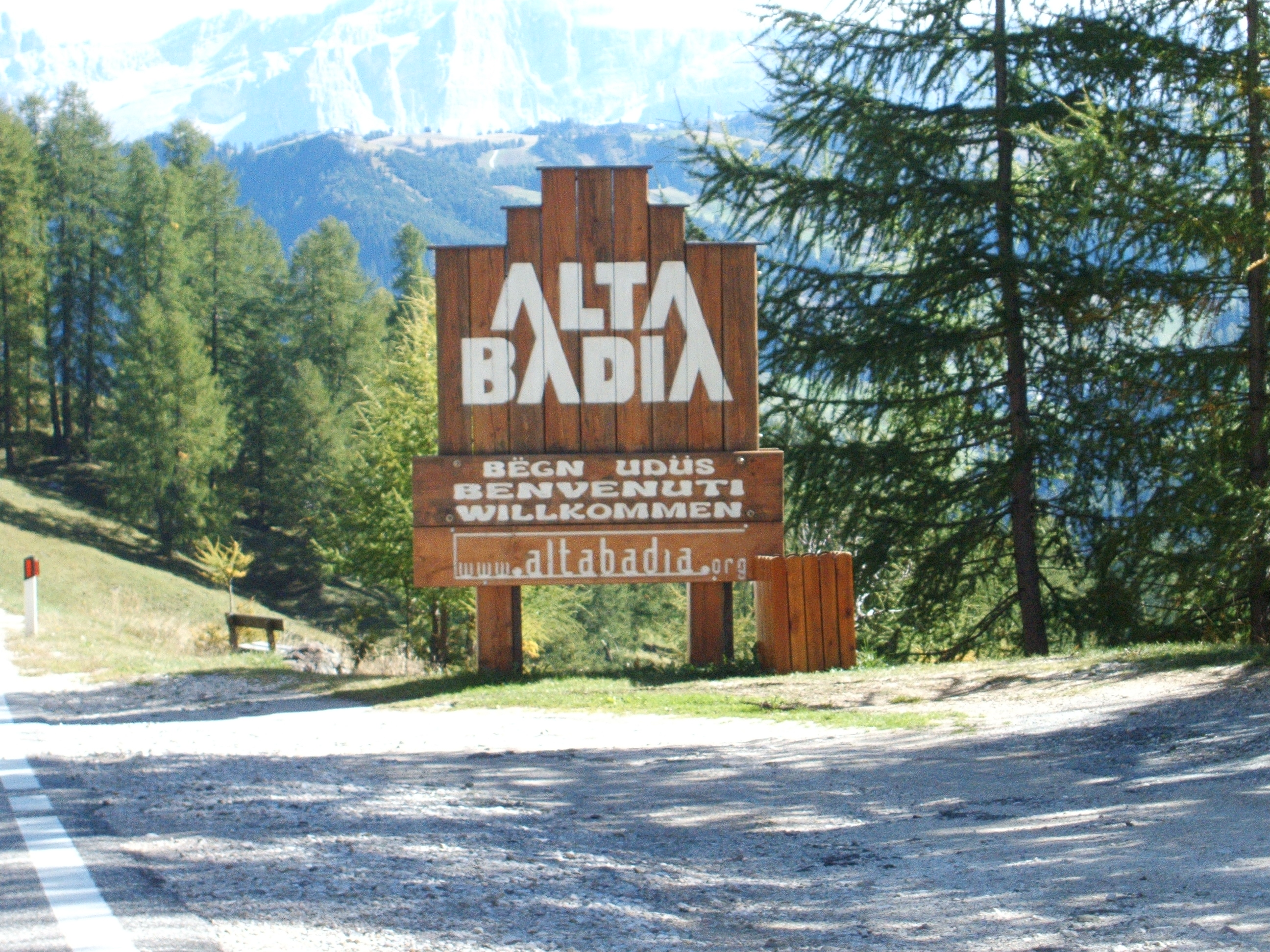
Uvítací tabule lyžařského střediska Alta Badia

Alta Badia je lyžařské středisko v Dolomitech v severní Itálii. Leží v horní části údolí Val Badia v Jižním Tyrolsku. Zahrnuje území obcí Corvara, Badia a La Val, přičemž je soustředěno především v okolí obce Corvana. Nachází se v nadmořské výšce okolo 2550 m n. m. na horském masivu Sella. Převýšení zde dosahuje až 1226 m. Většina obyvatel v okolí hovoří ladinštinou.

## Alpské lyžování

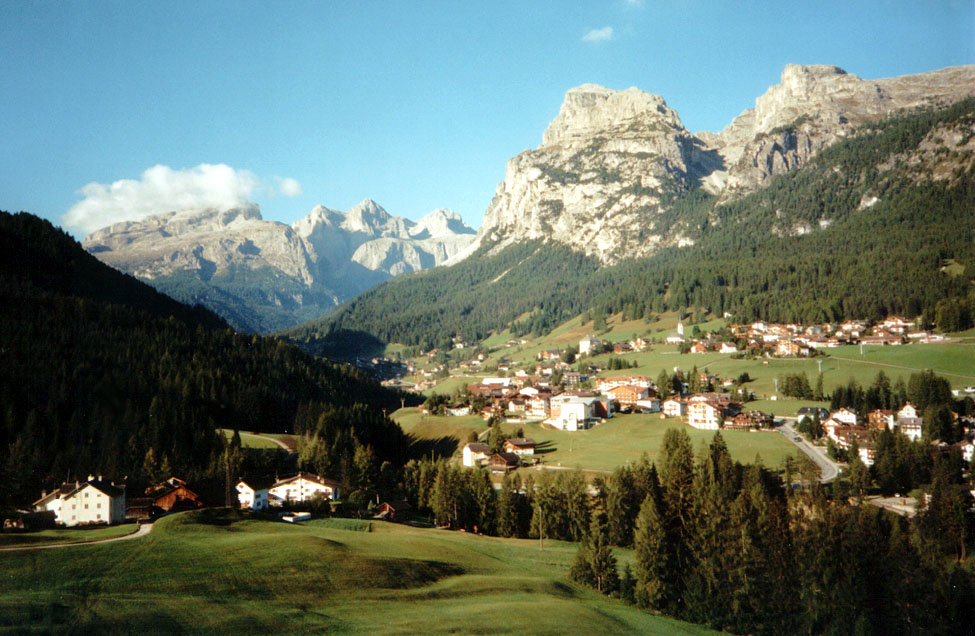
Horské masivy Sella (vlevo) a Sassongher

Lyžařské středisko Alta Badia je pravidelným pořadatelem závodů Světového poháru v alpském lyžování. Závody v obřím slalomu probíhají na sjezdovce Gran Risa a patří k nejnáročnějším v programu světového poháru. V sezóně světového poháru 2012/2013 byl prostor startu závodu umístěn v nadmořské výšce 1871 m n. m. a prostor cíle se nacházel v nadmořské výšce 1423 m n. m. poblíž La Villa. Celkové převýšení zde dosahovalo hodnoty 448 m.
Nedaleko skiareálu Alta Badia se nacházejí další známá lyžařská střediska, která pořádají závody světového poháru v alpském lyžování. Na západ přes průsmyk Gardena leží údolí a lyžařské středisko Val Gardena a východně přes průsmyk Valparola leží město a skiareál Cortina d'Ampezzo.
I když oblast je vhodná především pro sjezdové lyžování, nachází se zde i mnohakilometrové trasy a okruhy pro běžecké lyžování, například u obce San Cassiano. 